# Holotrichia montana
Holotrichia montana är en skalbaggsart som beskrevs av Moser 1912. Holotrichia montana ingår i släktet Holotrichia och familjen Melolonthidae. Inga underarter finns listade i Catalogue of Life.